# Seychelská fotbalová reprezentace
Seychelská fotbalová reprezentace reprezentuje Seychely na mezinárodních fotbalových akcích, jako je mistrovství světa nebo Africký pohár národů.
Seychelští fotbalisté neodehráli odvetný zápas proti Sierra Leone v kvalifikaci na Africký pohár národů 2015 (první prohráli na půdě soupeře 0:2) a odstoupili z kvalifikace. Úřady Seychel na podnět ministerstva zdravotnictví nepovolily výpravě africké země přílet na Seychely, důvodem byla obava z viru ebola, který se v Sierra Leone epidemicky šířil.

## Mistrovství světa
| Rok    | Účast                                           | Soupisky |
| ------ | ----------------------------------------------- | -------- |
| 1978   | Bez účasti                                      |          |
| 1982   | Bez účasti                                      |          |
| 1986   | Bez účasti                                      |          |
| 1990   | Bez účasti                                      |          |
| 1994   | Bez účasti                                      |          |
| 1998   | Bez účasti                                      |          |
| 2002   | Nepostoupili z kvalifikace                      |          |
| 2006   | Nepostoupili z kvalifikace                      |          |
| 2010   | Nepostoupili z kvalifikace                      |          |
| 2014   | Nepostoupili z kvalifikace                      |          |
| 2018   | Nepostoupili z kvalifikace                      |          |
| Celkem | Účast – 0× Zlato – 0×, Stříbro – 0×, Bronz – 0× |          |